# Kroya (ort i Indonesien)
Kroya är en ort i Indonesien.   Den ligger i provinsen Jawa Tengah, i den västra delen av landet, 300 km sydost om huvudstaden Jakarta. Kroya ligger 18 meter över havet och antalet invånare är 23 255.
Terrängen runt Kroya är platt åt sydväst, men åt nordost är den kuperad.Runt Kroya är det mycket tätbefolkat, med 1 056 invånare per kvadratkilometer. Närmaste större samhälle är Sokaraja, 20,0 km norr om Kroya. Trakten runt Kroya består till största delen av jordbruksmark.